# Turpinszky Béla
Turpinszky Béla (Léva, 1931. december 10. – 2016. augusztus 26.) operaénekes, tenor.

## Élete
Jogi tanulmányai mellett a Zeneakadémián Réti József, Maleczky Oszkár, Svéd Sándor tanítványa volt. 1957–től előbb énekkari tag, majd 1961-1986 között az Operaház magánénekese. Kezdetben baritonként lépett fel, de feltűnt a legkülönbözőbb stílusú dalművekben.
Wagner tenorszerepeiben rendszeresen vendégszerepelt az akkori NSZK számos operaházában. Játszott többek között Sid (Britten: Albert Herring), Siegmund (Wagner: A walkür), Siegfried (Wagner: Siegfried, Istenek alkonya), Stolzingi Walter (Wagner: A nürnbergi mesterdalnokok) szerepeiben.
Fia Turpinszky G. Béla.

## Elismerései
- 1974 Liszt Ferenc-díj
- 1982 SZOT-díj